# 李多英
李多英（韓語：이다영，羅馬化：I Da-yeong，1996年10月15日—），韩国女子排球运动员，原韩国国家女子排球队二传手 ，其孪生姐姐李在英同为国家队成员。2021年爆出校园暴力事件后，姐妹俩被迫离开各自效力的俱乐部及国家队。

## 早年生涯
李多英与李在英出生于体育世家，父亲李柱亨是益山市田径队的教练，曾代表韩国参加1988年汉城奥运会的男子链球比赛，母亲金敬姬是汉城奥运会韩国女排队成员。在善明女子高等學校读书的时候，姐妹二人就是校排球队的成员。 

## 排球经历
李多英与李在英二人共同代表韩国参加大大小小的国际比赛，在2014年仁川亚运会的女子排球中夺得金牌。之后两人又参加了2018年女子排球國家聯賽、2018年亞洲運動會女子排球比賽和2019年世界盃女子排球賽。
2021年，网上流传出李多英与李在英两人就读于高中的时候霸凌同学，最终被俱乐部及国家队无限期停赛。而李多英的丈夫事后也爆出其存在家暴行为，于2021年协议离婚。

## 俱乐部
- 水原现代建设山州女子排球队（英语：Suwon Hyundai Engineering & Construction Hillstate） (2014–2020)
- 兴国人寿粉红蜘蛛排球队（英语：Incheon Heungkuk Life Pink Spiders） (2020–2021)
- PAOK塞萨洛尼基（英语：P.A.O.K. Women's Volleyball） (2021–2022)
- 布加勒斯特迅猛竞技俱乐部（英语：CS Rapid București） (2022–2023)
- 沃雷羅·勒卡內俱乐部（英语：Volero Le Cannet） (2023–2024)
- 彭里安奧斯俱乐部（英语：Panionios V.C.） (2024)
- 聖地亞哥魔力女子俱樂部（英语：CS RapiSan Diego Mojo） (2025 –)

## 奖项

### 个人
- 2014年亞洲青年女子排球錦標賽 - 最佳二传手
- 2014-15赛季V聯賽 - 全明星赛
- 2015-16赛季V聯賽 -  最佳着装奖
- 2015-16赛季V聯賽 - 全明星赛
- 2017-18赛季V聯賽 - 首轮MVP
- 2017-18赛季V聯賽 - 全明星赛MVP
- 2017-18赛季V聯賽 - 最佳阵容二传手
- 2018-19赛季V聯賽 - 最佳阵容二传手
- 2019-20赛季V聯賽 - 三轮MVP
- 2019-20赛季V聯賽 - 最佳阵容二传手
- 2021-22赛季希腊女子排球锦标赛（英语：A1 Ethniki Women's Volleyball） - 三轮MVP

### 国家队
- 2013年亞洲女子排球錦標賽 -  铜牌
- 2014年亞洲青年女子排球錦標賽 -  铜牌
- 2014年亞洲盃女子排球賽 -  银牌
- 2014年亞洲運動會排球比賽 -  金牌
- 2018年亞洲運動會排球比賽 -  铜牌

### 俱乐部
- 2015-16赛季V聯賽 -  冠军，水原现代建设山州女子排球队（英语：Suwon Hyundai Engineering & Construction Hillstate）